# János Bihari
János Bihari [jånoʃ b'ihori] (ur. 21 października 1764 w Nagyabony, zm. 26 kwietnia 1827 w Peszcie) – wywodzący się z węgierskich Cyganów skrzypek i kompozytor.
W 1802 założył pięcioosobową kapelę muzyczną, złożoną z cymbalistów i skrzypków, z którą stale występował i wykonywał własne utwory. Jeden z nich, zasłyszany w Wiedniu, wykorzystał później Ludwig van Beethoven w swojej uwerturze do dramat muzycznego Król Stefan. Skomplikowane złamanie ręki Bihariego w 1824 r. uniemożliwiło mu dalsze koncertowanie. Entuzjastycznie wspominał jego grę Ferenc Liszt w Des Bohémienes et de leur musique en Houngrie (1859).
Pieśni Jánosa Bihariego świadczą o bogatej inwencji melodycznej i doskonałym wyczuciu formy, a na ich charakter wyrazowy składają się patos i liryczność. Stały się one wzorem dla romantycznej muzyki węgierskiej. Bihari nawiązywał w nich (m.in. w Tylko taki jest już świat i Ukąś, owadzie) nie tylko do tradycji romskiej, ale także do węgierskiej muzyki ludowej.
Bihari uważany jest za najwybitniejszego przedstawiciela tzw. muzyki werbunkowej, początkowo granej przez zespoły cygańskie podczas rekrutowania (werbowania) żołnierzy, która dopiero dzięki niemu stała się reprezentacyjną, narodową muzyką węgierską. W muzyce werbunkowej powrócił do tradycji pieśni kuruckich, które propagował szczególnie od czasu insurekcji 1809 r. Przypisywane mu autorstwo popularnego Marszu Rákoczego pozostaje nadal sprawą dyskusyjną. János Bihari nie umiał odczytywać nut, a utwory jego zapisywali postronni słuchacze. Najczęściej robili to towarzyszący jego wędrówkom: A. Berner, I. Ružička i J. Czerny.